# Дверной молоток
Дверной молоток — приспособление на входной двери в дом. Предназначено для того, чтобы гости, постучав в него, сообщили хозяевам о своём прибытии и необходимости открыть им дверь. Выполняется из металла и обычно имеет форму кольца, которым стучат о закреплённую к стене металлическую часть дверного молотка. Некоторые старинные экземпляры дверных молотков представляли собой настоящие произведения прикладного искусства и свидетельствовали о материальном положении обитателей дома.

## Галерея

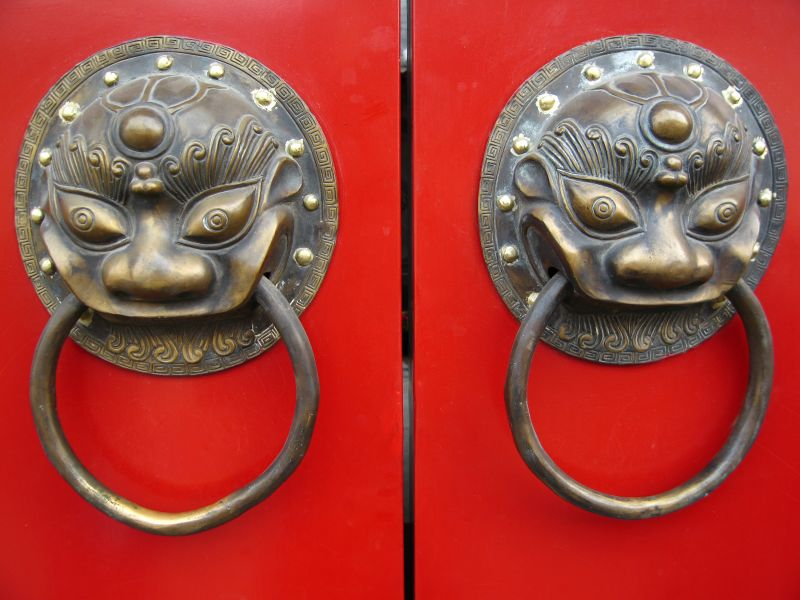
Китайские дверные молоточки в виде цилиня
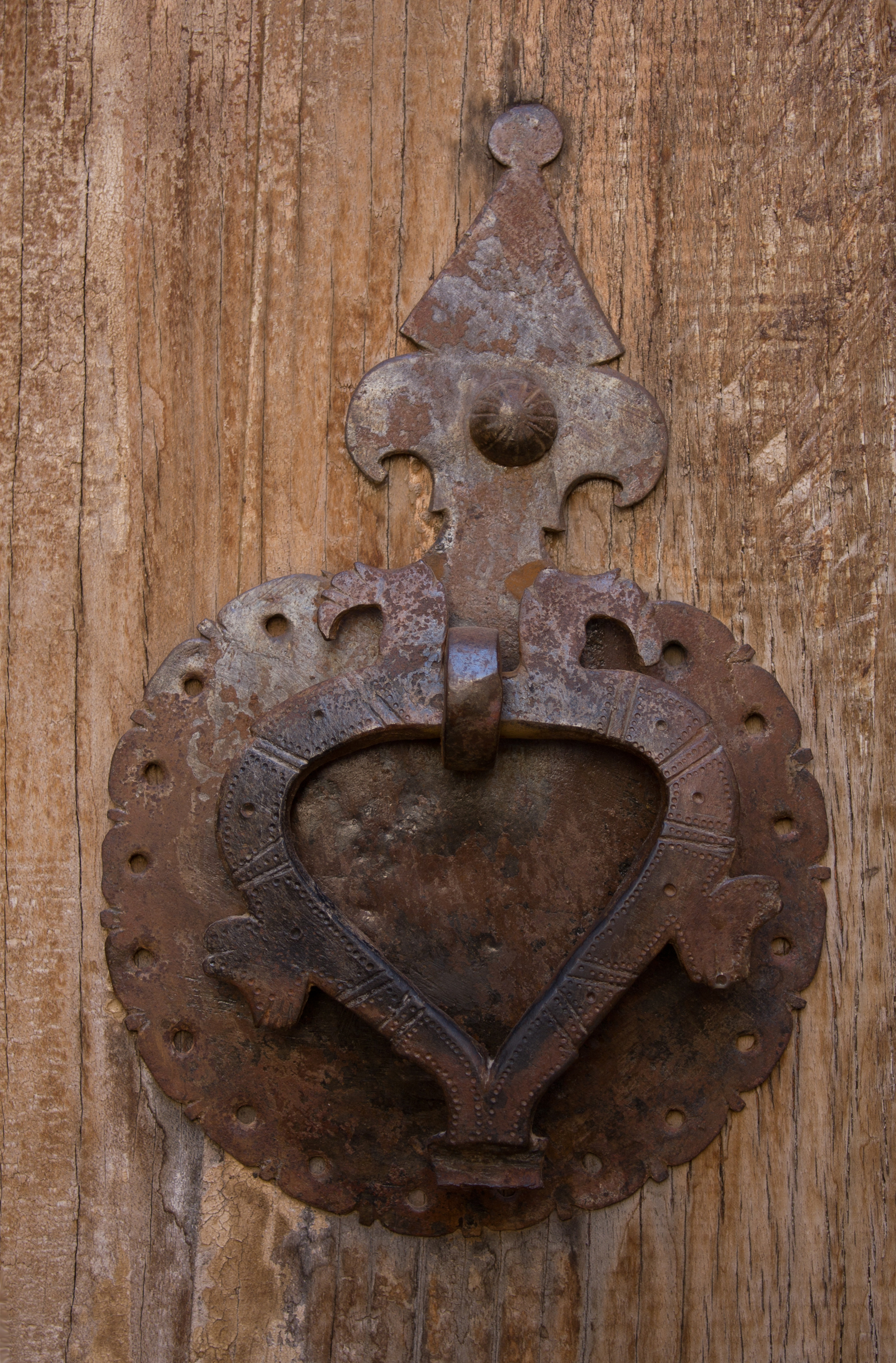
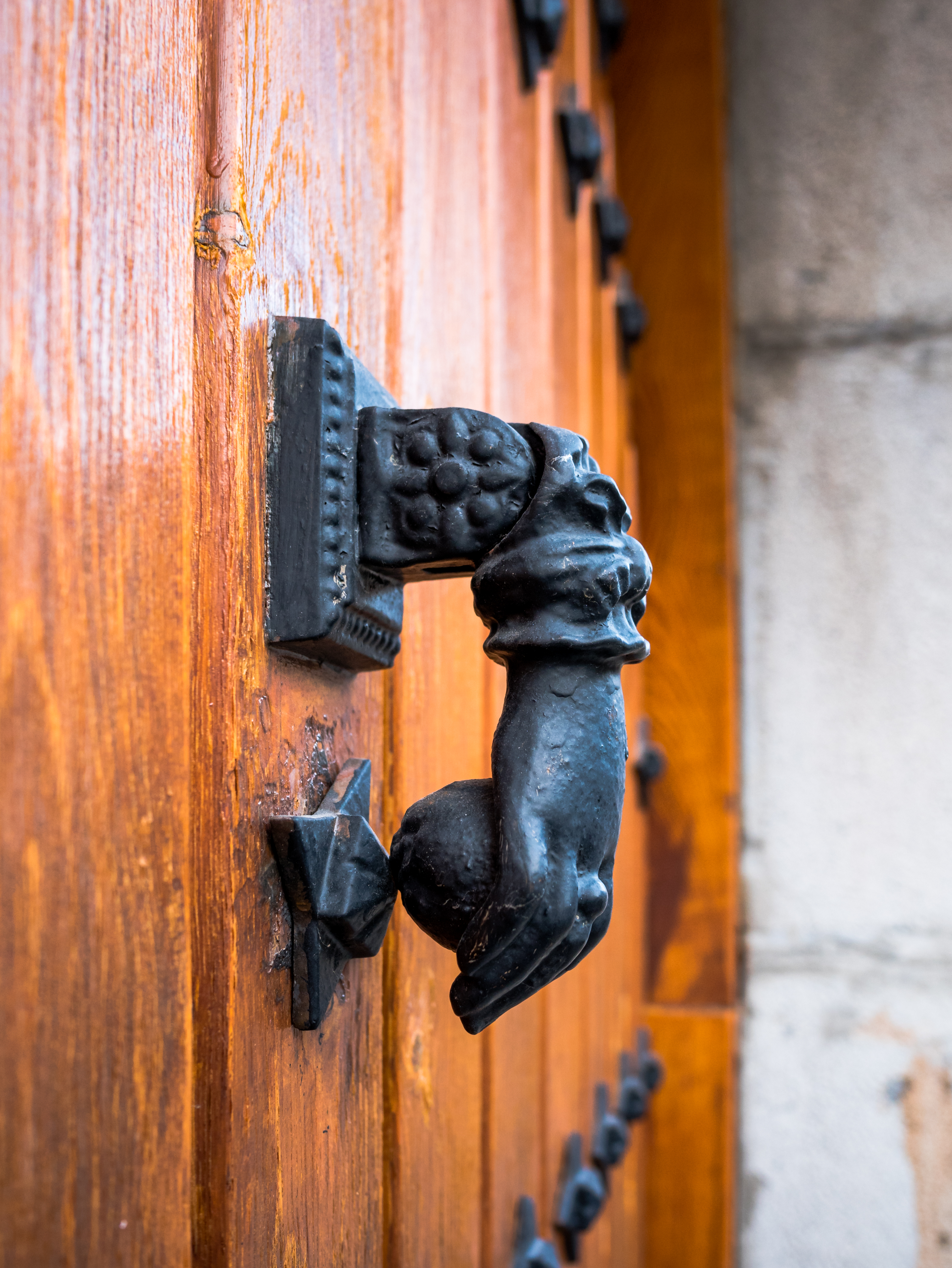
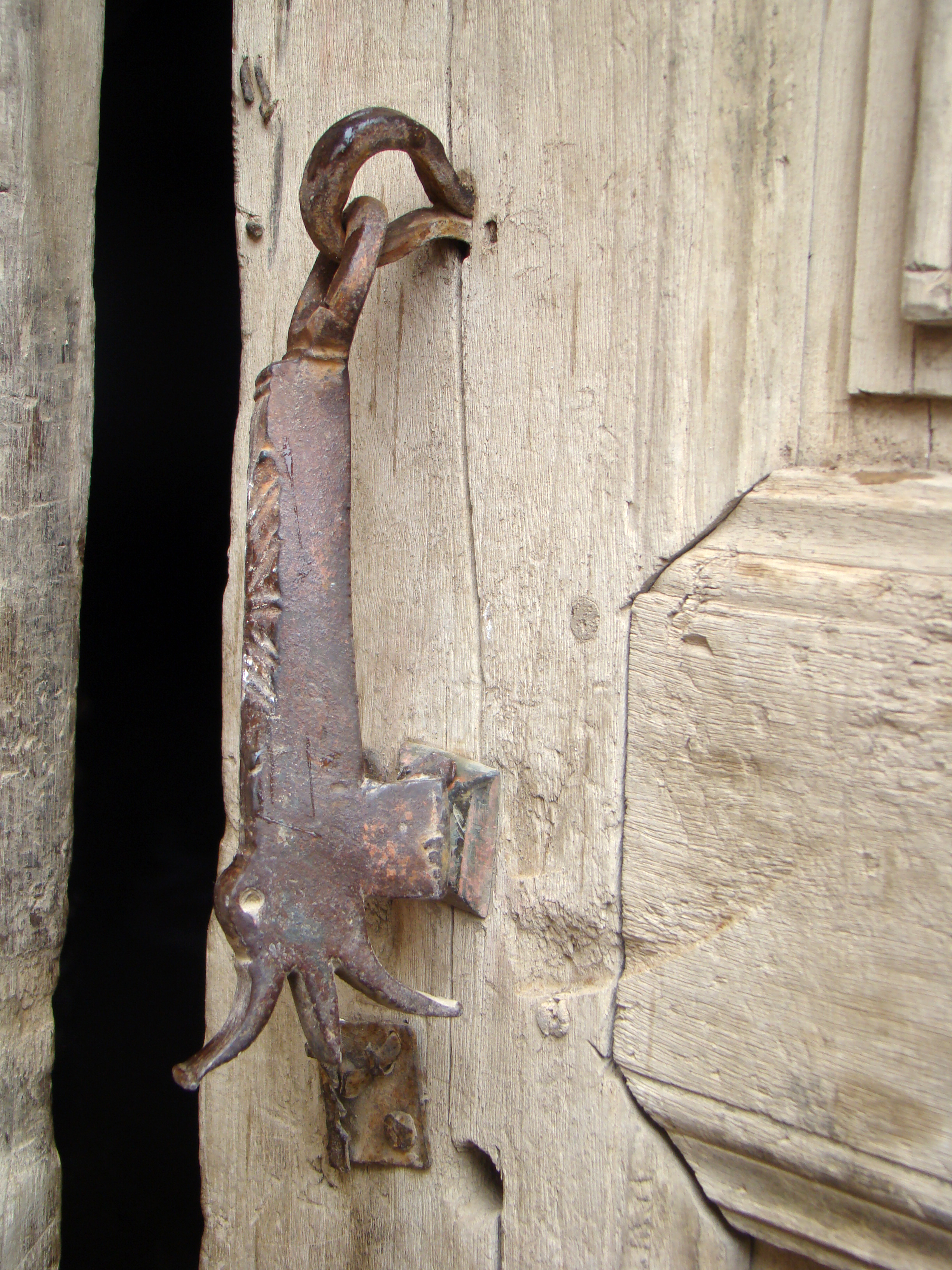